# Відносини між Катаром та ОАЕ
Катар та Об'єднані Арабські Емірати (ОАЕ) мають спільний морський кордон і є частиною арабомовного регіону Перської затоки. Обидві країни є членами РСАДПЗ.
5 червня 2017 року в рамках катарської дипломатичної кризи ОАЕ розірвали дипломатичні відносини з Катаром. 6 січня 2021 року Катар і ОАЕ домовилися про повне відновлення дипломатичних відносин.

## Дипломатичні візити

### Візити з боку Катару
У березні 2016 року шейх Тамім бін Хамад Аль Тані відвідав Абу-Дабі і зустрівся з шейхом Мухаммедом бін Заїдом Аль Нагаяном.

### Візити з боку Об'єднаних Арабських Еміратів
У 2008 році президент ОАЕ шейх Халіфа бін Заїд Аль Нагаян відвідав Доху, де зустрівся з шейхом Хамадом бін Халіфою Аль Тані, еміром Катару. Обидва лідери створили спільний інвестиційний фонд.
28 листопада 2014 року шейх Мухаммед бін Заїд Аль Нахайян, наслідний принц Абу-Дабі, відвідав Доху і зустрівся з шейхом Тамімом бін Хамадом Аль Тані.

## Історія

### Державний переворот Хамада бін Халіфа Аль Тані
У 1995 році, після того, як Хамад бін Халіфа Аль Тані скинув свого батька з престолу і став еміром Катару, ОАЕ надали притулок усунутому від влади Халіфі бін Хамаду Аль Тані в одному з кварталів Абу-Дабі. Шейх Заїд бін Султан Аль Нахайян намагався стати посередником між батьком і сином і порадив Халіфі бін Хамаду привітати сина.
Справа про державний переворот відродилася у 2018 році після дипломатичної кризи в Катарі, коли телеканал «Аль-Джазіра» показав документальний фільм з новими подробицями, в якому ОАЕ разом із Саудівською Аравією, Бахрейном та Єгиптом звинувачуються у змові з метою повалення Хамада бін Халіфи Аль Тані і відновлення на троні його батька Халіфи бін Хамада Аль Тані. Згідно з документальним фільмом, колишній командувач французької армії Поль Барріль був найнятий і забезпечений зброєю ОАЕ для здійснення операції з перевороту в Катарі. Міністр закордонних справ ОАЕ Анвар Ґарґаш відреагував на фільм та заявив, що Поль Барріль насправді був агентом служби безпеки шейха Халіфи бін Хамада Аль Тані, який відвідував Абу-Дабі і не мав жодних стосунків з ОАЕ, а фільм є фальсифікацією з метою звинувачення ОАЕ.

### Ер-Ріядська угода 2014 року
ОАЕ разом із Саудівською Аравією та Бахрейном відкликали свого посла з Катару в березні 2014 року через нібито порушення Катаром угоди про невтручання в політику цих країн. Основною причиною суперечки стала підтримка ОАЕ політичного режиму в Єгипті на чолі з Абдель Фаттахом ас-Сісі та єгипетської військової еліти, що контрастувало з підтримкою Катаром демократично обраного руху «Мусульманське братство».
Уряд Катару продовжував підтримувати «Мусульманське братство» в Єгипті, а катарський емір Тамім бін Хамад Аль Тані засудив обрання ас-Сісі президентом у червні 2014 року як «військовий переворот». Посли повернулися на свої посади в червні.
У вересні 2014 року повідомлялося, що уряд Еміратів інвестував 3 мільйонів доларів у лобістську кампанію проти Катару, в першу чергу, як відповідь на підтримку Катаром" Мусульманського братства". Кампанія була спрямована на те, щоб вплинути на американських журналістів і змусити їх публікувати критичні статті про ймовірне фінансування Катаром ісламістських угруповань. Катар також звинувачували у впливі на засоби масової інформації з метою несприятливого висвітлення подій в ОАЕ.
Журналіст Брайан Уітакер стверджував, що ОАЕ використовували неурядову організацію «Глобальна мережа за права і розвиток», з якою вони пов'язані, як політичний інструмент. У своєму індексі прав людини за 2014 рік організація продемонструвала фаворитизм, поставивши ОАЕ на 14 місце, а Катар — на 97. Організація також зайняла протилежну позицію щодо проведення в Катарі Чемпіонату світу з футболу 2022 року через проблеми з правами людини. Двоє співробітників організації були заарештовані катарською владою в 2014 році, коли вони розслідували рівень життя іноземних робітників.

### Друга лівійська громадянська війна
Друга громадянська війна в Лівії була описана як посередницька війна між двома країнами, де ОАЕ підтримували світський уряд Тобруку, а Катар — ісламістський «Уряд національного порятунку».

### Дипломатична криза в Катарі 2017—2021рр.
5 червня 2017 року ОАЕ разом із Саудівською Аравією, Єгиптом і Бахрейном розірвали відносини з Катаром, звинувативши його в підтримці тероризму. Приводом для цього стали повідомлення, поширені Катарським інформаційним агентством у травні 2017 року, в яких критикувалася Саудівська Аравія і в позитивному світлі висвітлювалися Іран і «Мусульманське братство». Катар заперечував свою відповідальність за ці повідомлення, стверджуючи, що його інформаційне агентство було взломано. Чотири вищезгадані країни піддали цензурі всі катарські ЗМІ в рамках розриву дипломатичних відносин.
Окрім розриву відносин 5 червня, ОАЕ також вислали всіх катарських громадян, які проживають в Еміратах, і заборонили своїм громадянам в'їзд до Катару. Крім того, ОАЕ закрили свій повітряний простір і територіальні води для катарських суден.
За словами Іслама Хасана, наукового аналітика з Джорджтаунського університету в Катарі, "завжди існувала конкуренція між ан-Нахіянами Абу-Дабі та ат-Танісами Катару. Ця конкуренція сягає корінням у 1800-ті роки. Арабські повстання відкрили нову главу в катарсько-еміратському змаганні. Конкуренція призвела до того, що еміратці відіграли головну роль у відкликанні послів з Катару в 2014 році. На початку нинішньої дипломатичної кризи, особливо після хакерської саги, ОАЕ намагалися зберегти цю проблему. Однак публікація «Аль-Джазірою» «зливу» електронних листів Юсуфа аль-Отайби змусила ОАЕ приєднатися до Саудівської Аравії".
У двох окремих інцидентах, 21 грудня 2017 року та 3 січня 2018 року, уряд Катару звинуватив ОАЕ у порушенні повітряного простору країни винищувачами. В результаті представник Катару Аля бін Ахмед Аль Тані подала дві скарги до ООН. Зі свого боку, ОАЕ відкинули звинувачення, заявивши, що ніколи не порушували повітряний простір Катару військовими літаками.
14 січня катарський шейх Абдалла бін Алі Аль Тані оприлюднив відео, в якому заявив, що його затримує в ОАЕ еміратська влада після того, як його запросив до країни Мухаммед бін Заїд Аль Нахайян. Влада Еміратів заперечує, що його утримують насильно, стверджуючи, що він перебуває в країні «за власним бажанням». За словами влади ОАЕ, «шейх Абдалла висловив своє бажання покинути ОАЕ, після чого було вжито всіх заходів, щоб задовольнити його бажання без будь-яких застережень».
Ще один інцидент, пов'язаний з повітряним рухом, стався 15 січня 2018 року, коли ОАЕ звинуватили Катар у «перехопленні» двох цивільних авіалайнерів, що прямували до Бахрейну, винищувачами. Катарські урядовці швидко спростували це звинувачення.
Під час півфінального матчу Кубка Азії 2019 року між Катаром та господарями турніру Об'єднаними Арабськими Еміратами вболівальники ОАЕ кидали на поле пляшки та взуття. Цій поведінці передувало освистування національного гімну Катару. Незважаючи на ситуацію, Катар виграв з рахунком 4:0, проклавши шлях до свого першого фіналу Кубка Азії і, зрештою, до чемпіонського титулу.
12 листопада 2019 року ОАЕ вирішили взяти участь у 24-му Кубку Перської затоки, який приймає Катар, після того, як раніше бойкотували його. На думку аналітиків, участь ОАЕ сигналізує про те, що ворожнеча між країнами може незабаром припинитися.
6 січня 2021 року Катар та ОАЕ домовилися про повне відновлення дипломатичних відносин.
Приватний банк «Banque Havilland» розробив план початку фінансової війни проти Катару після того, як його найняв посол ОАЕ в США Юсеф Аль-Отайба. Документ 2017 року, що містив план девальвації катарського ріалу, підготував аналітик банку Володимир Болєлий, а його копію передав чиновнику суверенного фонду добробуту Абу-Дабі. Співробітники «Banque Havilland» називали президента ОАЕ Мохаммеда бін Заїда «Босом», який мав тісні зв'язки з власником банку Девідом Роулендом. У січні 2017 року Управління з фінансового нагляду оштрафувало банк на 10 мільйонів фунтів стерлінгів. Воно також заборонило і оштрафувало колишнього головного виконавчого директора банку Едмунда Роуленда, Болея і колишнього топ-менеджера Девіда Веллера.

### «Знедолені» 2021р.
Фільм викликав суперечки в Катарі після виходу на екрани через деякі реальні негативні згадки про фінансування Катаром «тероризму» та прямі посилання на «Мусульманське братство» як на «терористів» з Юсуфом аль-Карадаві як їхнього натхненника. Документальний фільм «Аль-Джазіри», випущений у серпні 2021 року, показав, що Об'єднані Арабські Емірати активно фінансували американський фільм.

### Скандал «КатарҐейт»
У грудні 2022 року Катар був звинувачений у проведенні кампаній впливу в Європейському парламенті. Однак Катар заперечував будь-які правопорушення і звинуватив ОАЕ в організації скандалу проти нього. Кореспондент Європейського Союзу Джек Паррок підтвердив, що всі в катарському уряді вважають, що Емірати спланували справу про хабарництво проти Катару. Пізніше італійський новинний сайт Dagospia повідомив, що радник з питань національної безпеки ОАЕ Танун бін Заїд давав поради Бельгії, яка відкрила розслідування проти Катару.

## Енергетика
Катар, Оман та Об'єднані Арабські Емірати пов'язані між собою проєктом «Dolphin Gas», який є першим транскордонним проектом «Ради співробітництва країн Перської затоки» з транспортування очищеного газу. Проєкт розроблений і експлуатується компанією «Dolphin Energy», заснованою в Абу-Дабі. Вона є оператором усіх етапів проекту — видобутку, переробки та транспортування газу. Компанія «Dolphin Energy» на 51 % належить компанії «Mubadala Development Company» від імені уряду Абу-Дабі, а по 24,5 % — французькій «Total S.A.» та американській «Occidental Petroleum». Під час дипломатичної кризи в Катарі та розриву відносин між двома країнами трубопроводи продовжували працювати.
У березні 2019 року Катар подав скаргу до «Міжнародного агентства з атомної енергії» щодо атомної електростанції «Барака» в Об'єднаних Арабських Еміратах, заявивши, що вона становить серйозну загрозу для регіональної стабільності та навколишнього середовища. ОАЕ заперечили наявність проблем з безпекою станції, яку будує «Корейська енергетична корпорація» (KEPCO), і заявили, що «Об'єднані Арабські Емірати … дотримуються своїх зобов'язань щодо дотримання найвищих стандартів ядерної безпеки, захисту та нерозповсюдження ядерної зброї».